# Arco di trionfo di Narva
La Porta Trionfale di Narva (in russo Нарвские триумфальные ворота?) è un arco trionfale di San Pietroburgo, in Russia. Fu costruita tra il 1827 ed il 1834, sulla base del progetto dell'architetto Vasilij Stasov, allo scopo di celebrare la vittoria russa nella Guerra patriottica del 1812 contro le armate guidate da Napoleone Bonaparte. È sita nella Piazza Staček (Piazza degli Scioperi), in passato nota col nome di Piazza di Narva.

## Storia e descrizione
Un primo arco trionfale in legno e gesso fu costruito nel 1814 allo scopo di celebrare i soldati tornati vittoriosi dal fronte. L'architetto incaricato di progettare tale opera fu l'italiano Giacomo Quarenghi. L'arco avrebbe dovuto rappresentare una risposta all'Arco di Trionfo del Carrousel fatto costruire da Napoleone per celebrare la sua vittoria nella battaglia di Austerlitz. Tuttavia, i materiali utilizzati non garantirono alla struttura la possibilità di sopravvivere all'usura del tempo.

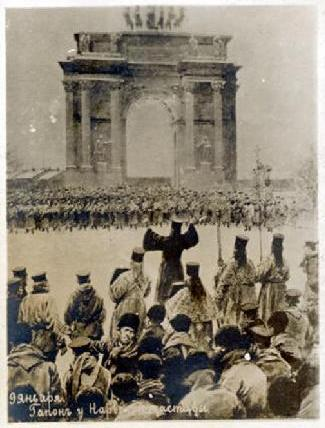
9 gennaio. Gapon alla Porta di Narva

Il governatore generale della città Michail Miloradovič, in accordo con lo zar Nicola I, decise di commissionare a Vasilij Stasov la ricostruzione del monumento in mattoni, bronzo e rame. L'architetto russo mantenne inalterati molti dei dettagli stilistici del progetto originario di Quarenghi e successivamente si occupò della progettazione di un altro arco della capitale imperiale, ossia la Arco di trionfo moscovita.
I lavori di ricostruzione iniziarono il 26 agosto 1827, giorno dell'anniversario della battaglia di Borodino. La struttura fu rivestita di lastre di rame e fu parzialmente decorata da Vasilij Demut-Malinovskij. Le sculture raffiguranti la divinità romana Fama furono realizzate da Stepan Pimenov, mentre la quadriga guidata dalla personificazione della vittoria Nike fu opera di Peter Clodt von Jürgensburg. Il monumento fu inaugurato il 17 agosto 1834.
Dopo alcuni anni le lastre di rame del monumento finirono per corrompersi. Tra il 1877 ed il 1880 la struttura fu soggetta a un'opera di restauro diretta da Michail Ryllo. Le lastre di rame furono sostituite con del ferro. Il 22 gennaio 1905 (9 gennaio per il calendario giuliano) nei pressi dell'arco si verificarono gli incidenti passati alla storia con il nome di "Domenica di sangue".
Nel 1917 il monumento fu danneggiato a causa degli scontri tra operai e soldati. Nel 1924 ebbe inizio un nuovo restauro che fu però interrotto a causa dell'avvio dell'Operazione Barbarossa nel 1941. I bombardamenti colpirono la struttura danneggiandone varie parti durante i mesi dell'assedio di Leningrado. Nel dopoguerra l'arco fu più volte restaurato (1949-1952, 1978-1980, 2002-2003). Nel 1987 all'interno dell'area superiore dell'arco fu aperto un piccolo museo militare, tuttora attivo.

## Galleria d'immagini

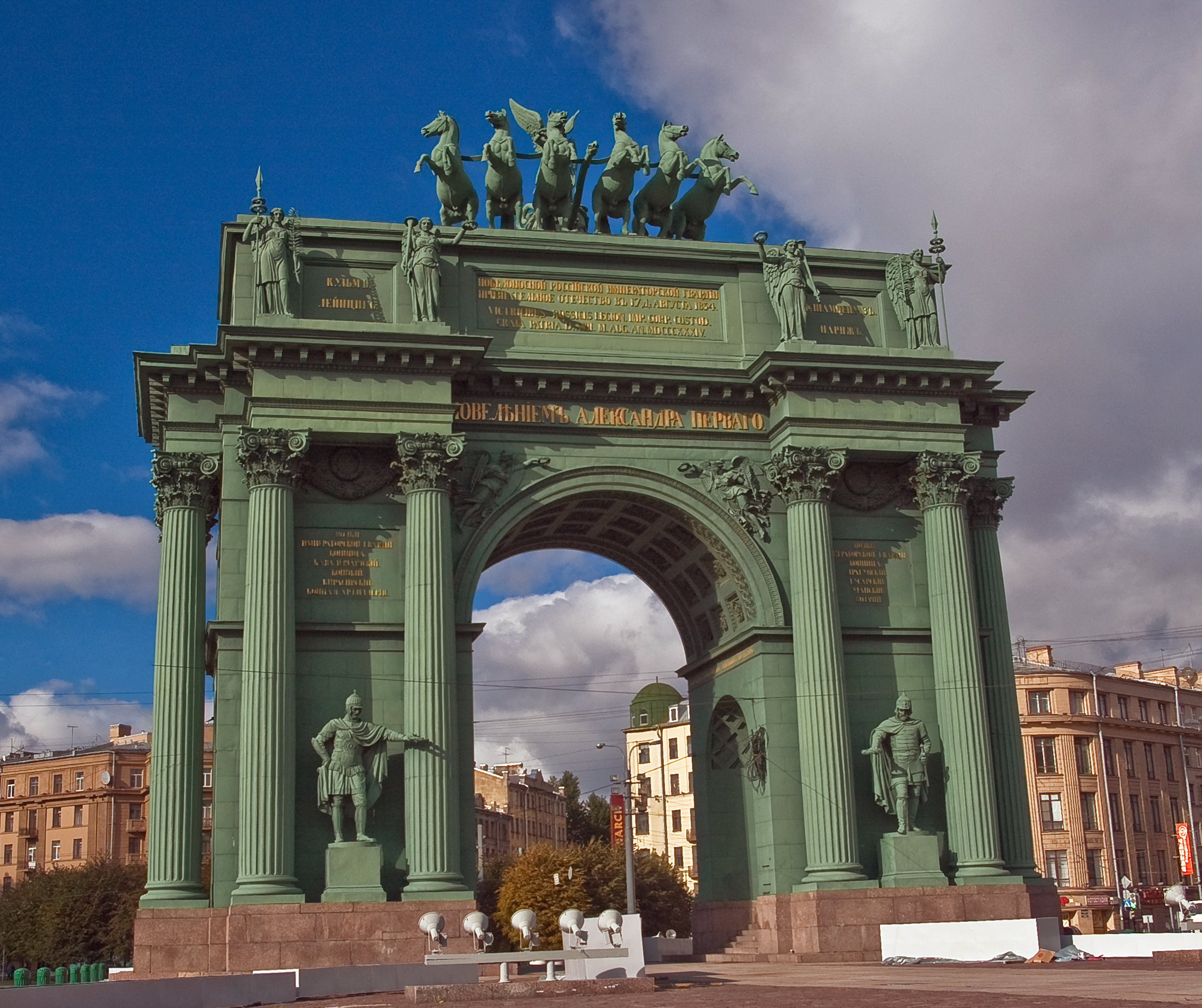
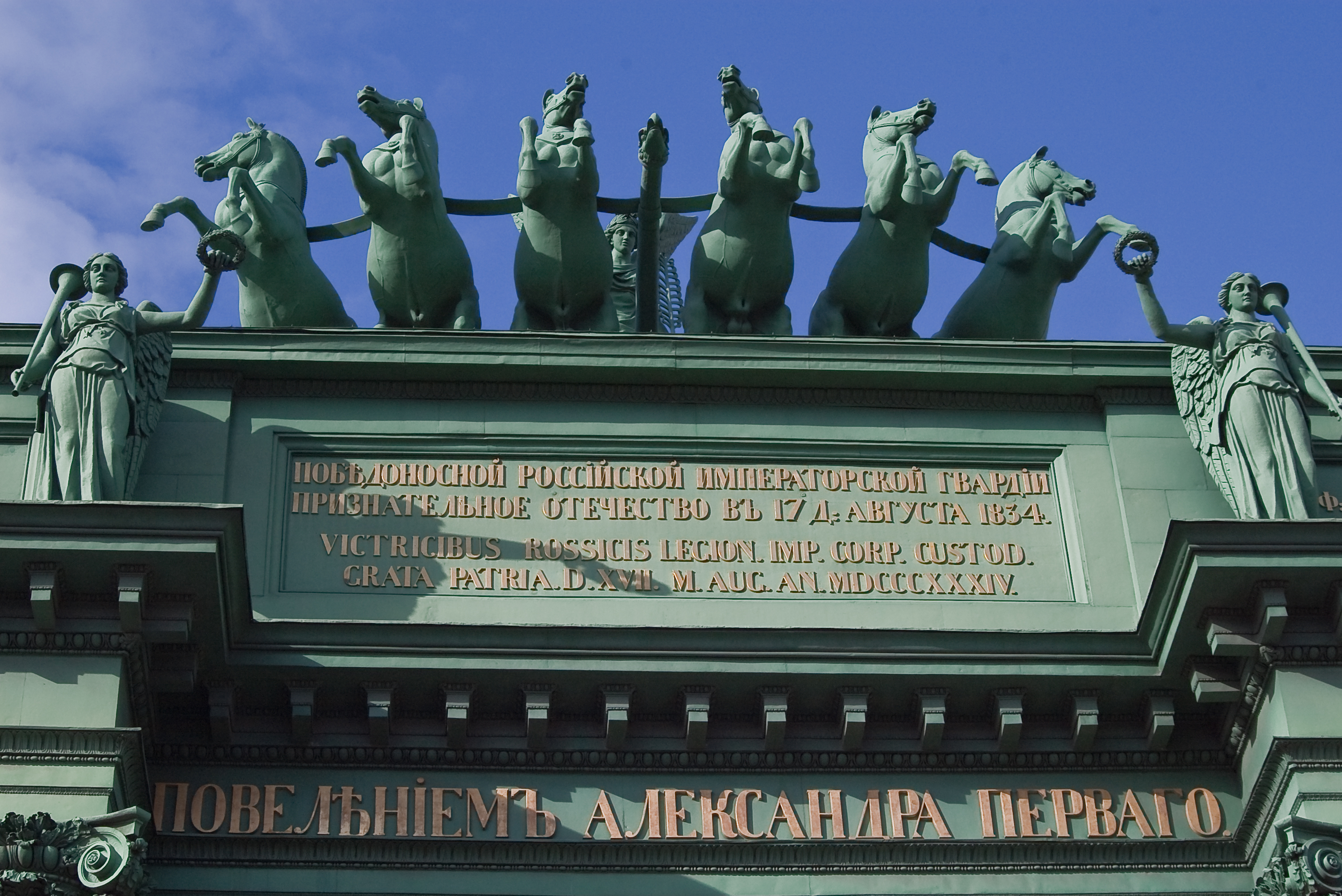
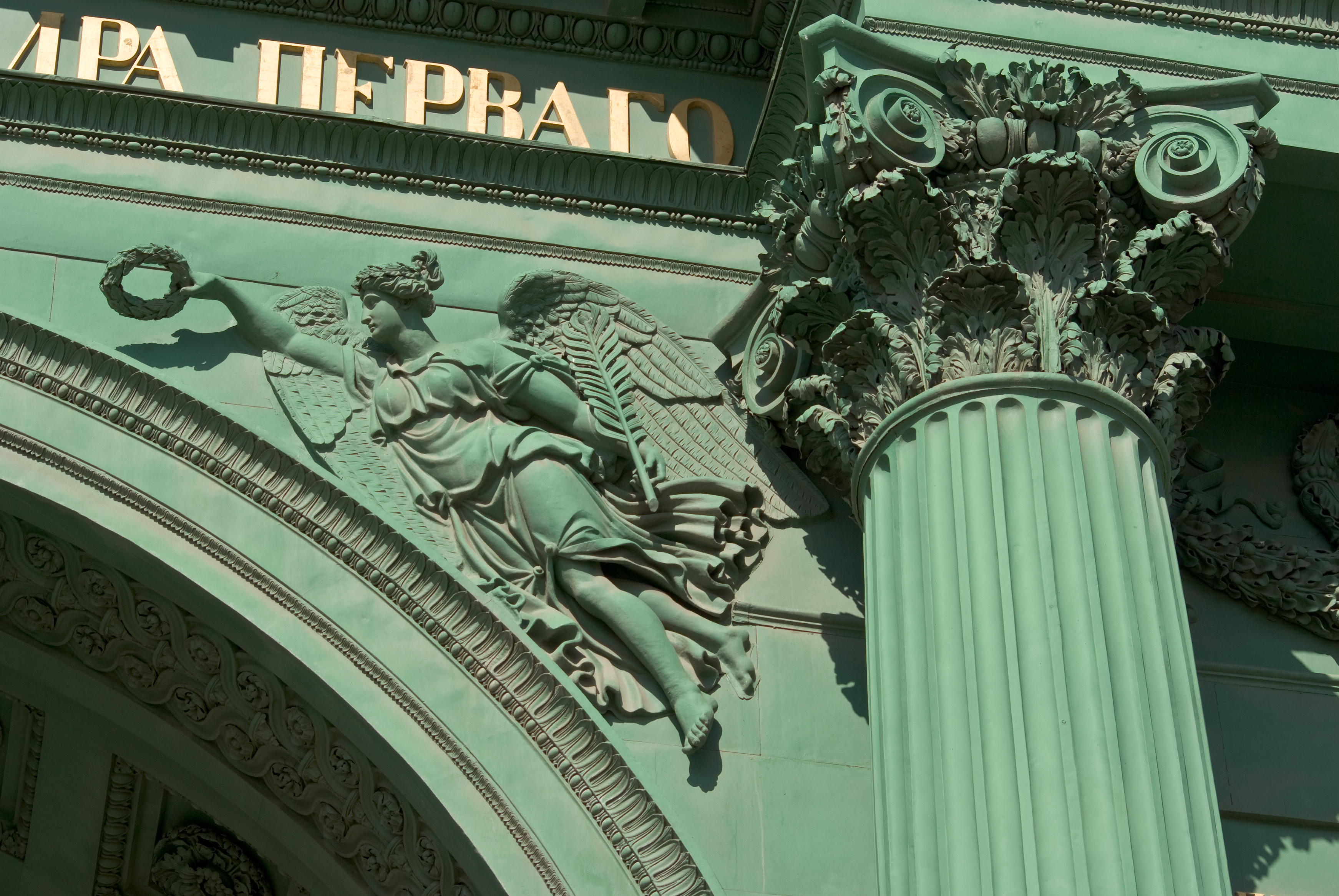
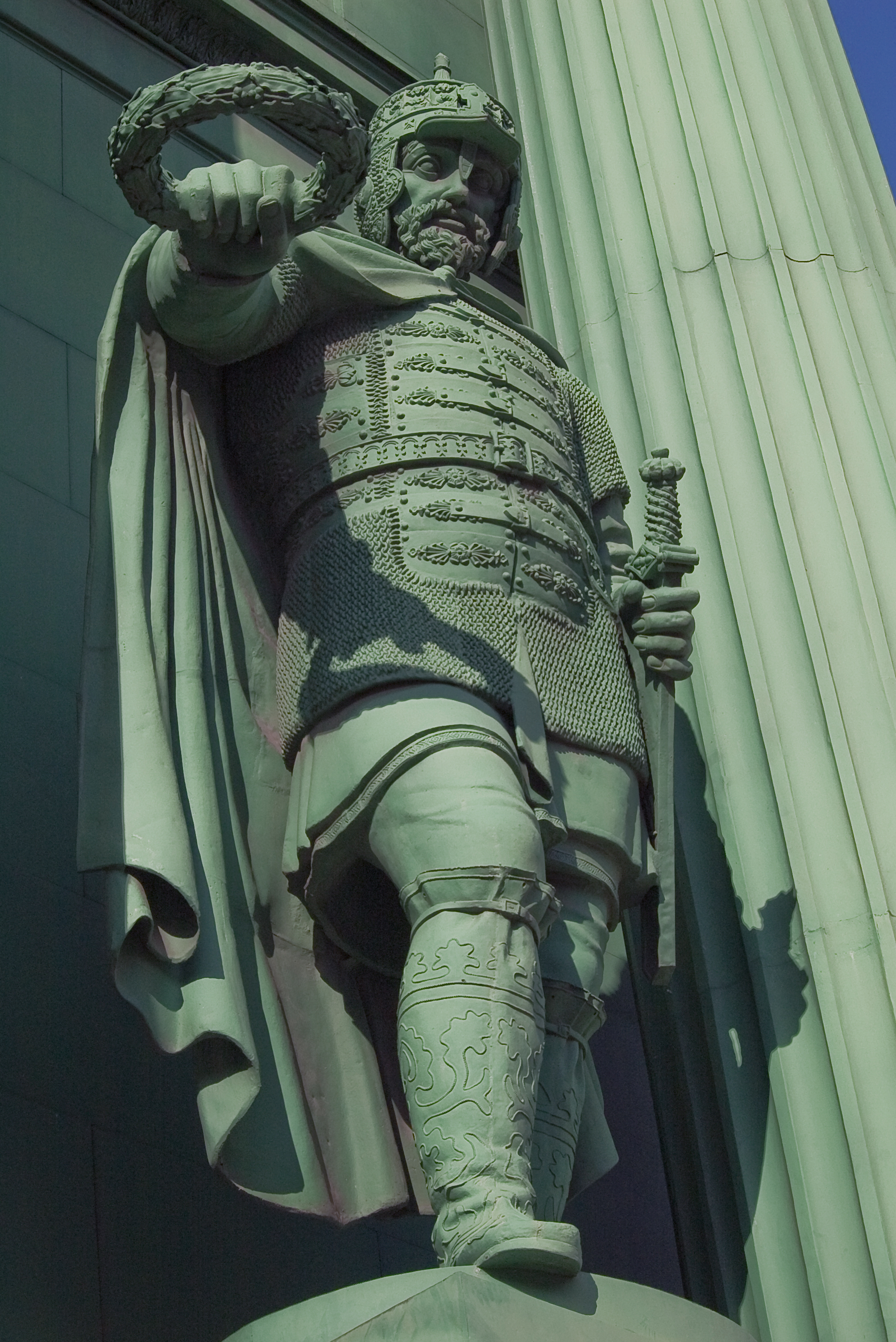
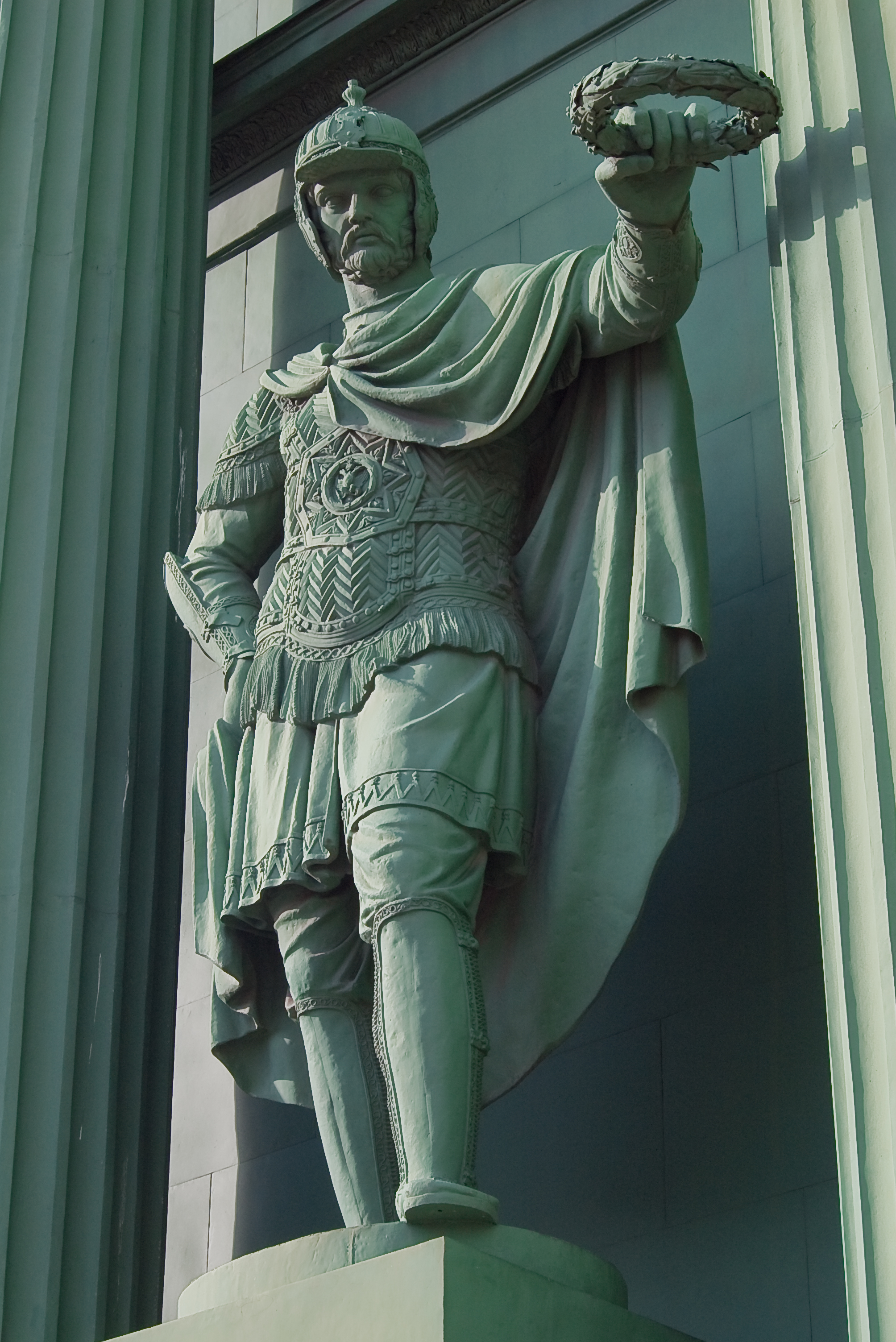

## Note

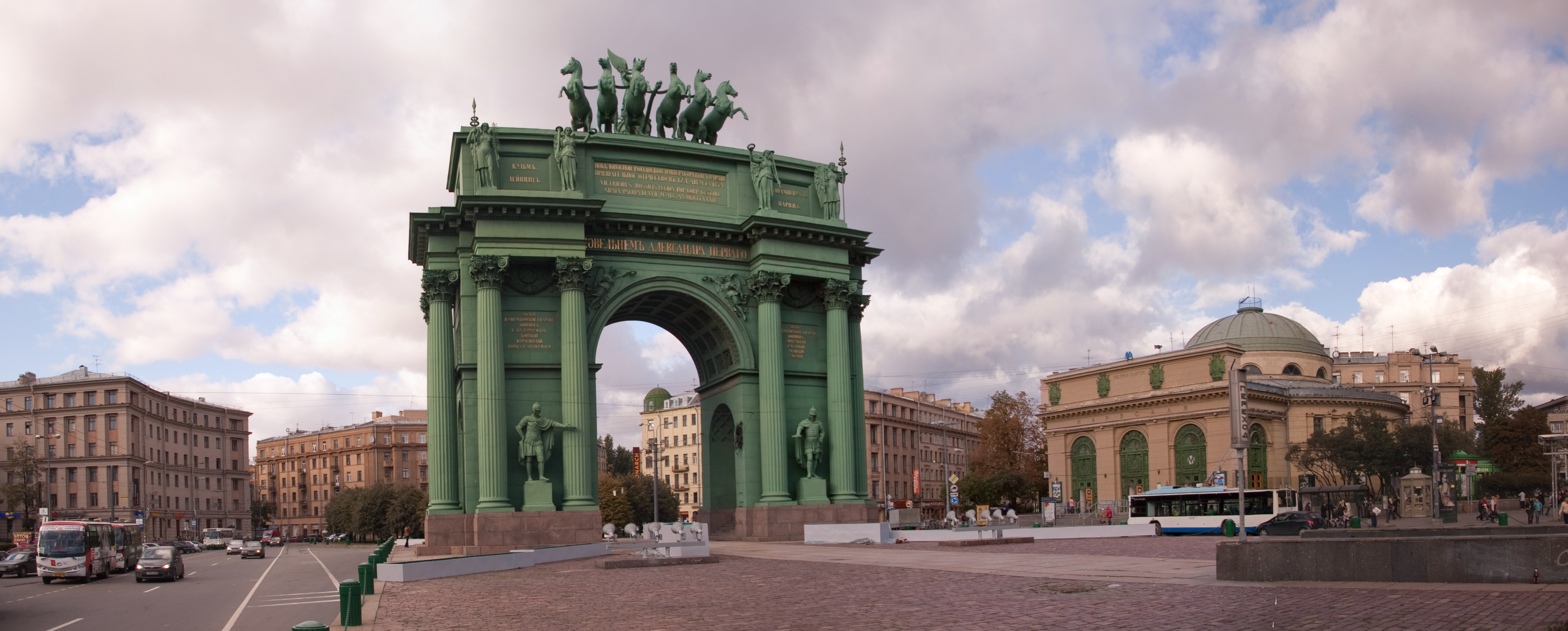
La Porta Trionfale di Narva ed uno scorcio della Piazza Staček